# Ореховатка (река)
Орехова́тка (укр. Горіхуватка, Оріхуватка) — река в Голосеевском районе города Киева (Украина), правый приток Лыбеди. Длина около 4 км.
Берёт своё начало в Голосеевском лесу неподалёку от Экспоцентра. В начале это небольшой, неширокий ручей, протекающий по лесу.
Ширина ручья не превышает 1 метра. На территории парка им. Рыльского начинается каскад Ореховатских прудов — 3 небольших пруда, далее речка снова протекает по лесу, потом проходит через ещё один пруд и возле Голосеевской площади — последний пруд (Ореховатский) из этого каскада. А после этого речка исчезает в коллекторе и возле маргаринового завода впадает в Лыбедь.
Таким образом, реку можно считать малоурбанизированной — большую часть своего пути она протекает по природному руслу.